# Куперстаун (Нью-Йорк)
Куперстаун (англ. Cooperstown) — селище (англ. village) в США, в окрузі Отсего штату Нью-Йорк. Населення — 1794 особи (2020).

## Географія
Куперстаун розташований за координатами 42°41′56″ пн. ш. 74°55′50″ зх. д. / 42.69889° пн. ш. 74.93056° зх. д. (42.698875, -74.930659).  За даними Бюро перепису населення США в 2010 році селище мало площу 4,78 км², з яких 4,23 км² — суходіл та 0,54 км² — водойми.

### Клімат
| Клімат : Куперстаун     | Клімат : Куперстаун | Клімат : Куперстаун | Клімат : Куперстаун | Клімат : Куперстаун | Клімат : Куперстаун | Клімат : Куперстаун | Клімат : Куперстаун | Клімат : Куперстаун | Клімат : Куперстаун | Клімат : Куперстаун | Клімат : Куперстаун | Клімат : Куперстаун | Клімат : Куперстаун |
| Показник                | Січ.                | Лют.                | Бер.                | Квіт.               | Трав.               | Черв.               | Лип.                | Серп.               | Вер.                | Жовт.               | Лист.               | Груд.               | Рік                 |
| Абсолютний максимум, °C | 18,3                | 17,8                | 30,6                | 33,9                | 33,3                | 34,4                | 37,2                | 36,7                | 36,1                | 31,1                | 26,1                | 18,9                | 37,2                |
| Середній максимум, °C   | −0,9                | 1,1                 | 5,7                 | 13,5                | 19,8                | 24,3                | 26,6                | 25,7                | 21,4                | 14,9                | 8,3                 | 1,8                 | 13,5                |
| Середній мінімум, °C    | −11,2               | −10,3               | −6                  | 0,6                 | 6,1                 | 11,4                | 13,8                | 13,2                | 8,9                 | 3,0                 | −1,4                | −7,2                | 1,7                 |
| Абсолютний мінімум, °C  | −36,1               | −36,7               | −28,3               | −15                 | −7,2                | −2,2                | 1,7                 | −1,7                | −6,1                | −11,1               | −24,4               | −34,4               | −36,7               |
| Норма опадів, мм        | 75                  | 66                  | 84                  | 93                  | 99                  | 113                 | 109                 | 105                 | 99                  | 105                 | 85                  | 77                  | 1109                |
| Днів з опадами          | 14,0                | 11,4                | 12,5                | 12,6                | 13,2                | 12,9                | 10,9                | 11,0                | 11,1                | 13,0                | 12,9                | 13,9                | 149,4               |
| Днів зі снігом          | 11,9                | 10,0                | 7,0                 | 2,2                 | ,2                  | 0                   | 0                   | 0                   | 0                   | ,4                  | 4,1                 | 9,6                 | 45,4                |
| ----------------------- | ------------------- | ------------------- | ------------------- | ------------------- | ------------------- | ------------------- | ------------------- | ------------------- | ------------------- | ------------------- | ------------------- | ------------------- | ------------------- |
| Джерело: NOAA           |                     |                     |                     |                     |                     |                     |                     |                     |                     |                     |                     |                     |                     |

## Демографія
Згідно з переписом 2010 року, у селищі мешкали 1852 особи в 930 домогосподарствах у складі 449 родин. Густота населення становила 388 осіб/км².  Було 1166 помешкань (244/км²).
Расовий склад населення:
| - 94,0 % — білих - 4,2 % — азіатів - 0,4 % — чорних або афроамериканців - 0,1 % — корінних американців |

До двох чи більше рас належало 1,1 %. Частка іспаномовних становила 3,1 % від усіх жителів.
За віковим діапазоном населення розподілялося таким чином: 18,2 % — особи молодші 18 років, 58,2 % — особи у віці 18—64 років, 23,6 % — особи у віці 65 років та старші. Медіана віку мешканця становила 47,1 року. На 100 осіб жіночої статі у селищі припадало 81,4 чоловіків;  на 100 жінок у віці від 18 років та старших — 79,5 чоловіків також старших 18 років.
Середній дохід на одне домашнє господарство  становив 97 305 доларів США (медіана — 62 222), а середній дохід на одну сім'ю — 127 219 доларів (медіана — 87 656). Медіана доходів становила 57 330 доларів для чоловіків та 40 875 доларів для жінок. За межею бідності перебувало 11,3 % осіб, у тому числі 26,6 % дітей у віці до 18 років та 2,0 % осіб у віці 65 років та старших.
Цивільне працевлаштоване населення становило 1198 осіб. Основні галузі зайнятості: освіта, охорона здоров'я та соціальна допомога — 51,8 %, мистецтво, розваги та відпочинок — 17,2 %, роздрібна торгівля — 8,8 %, науковці, спеціалісти, менеджери — 5,4 %.

## Відомі особистості
В поселенні народився:
- Чарльз Штернберг (1850—1943) — американський «мисливець» за скам'янілостями та палеонтолог.